# Mirosławka
Mirosławka (ukr. Мирославка) – wieś na Ukrainie, w obwodzie wołyńskim, w rejonie rożyszczeńskim.
Pod koniec XIX w. kolonia w powiecie łuckim, w gminie Rożyszcze.